# Vianney Mabidé
Vianney Mabidé (Bangui, República Centroafricana, 31 de agosto de 1988) es un futbolista centroafricano. Juega de centrocampista.

## Carrera

### Clubes
El 11 de julio de 2012, Mabidé firmó un contrato por tres años con Raja Casablanca por 2,5 millones de dirhams. Durante el partido de semifinales de la Copa Mundial de Clubes de la FIFA 2013 ante Atlético Mineiro, Mabidé marcó el tercer gol en la victoria 3-1 que llevó al Raja a clasificar a la final ante Bayern Múnich.
Antes de la semifinal de la Copa Mundial de Clubes de la FIFA 2013, cuando su equipo iba a enfrentarse al “Galo”, Vianney habló sobre Ronaldinho y causó una gran controversia. Afirmó: “Ya enfrenté a Messi, ¿cómo puedo temerle a Ronaldinho? Él no es más el mismo de los tiempos en Barcelona”. Irónicamente, Mabidé anotó, en la victoria 3-1 ante los brasileños, el último gol del partido, que le permitió a Raja Casablanca estar en la final. Después del juego, para reducir la polémica, el centrocampista centroafricano sostuvo lo siguiente: “Él (Ronaldinho) no es más el mismo jugador de los tiempos en Barcelona. Pero todavía es un gran jugador”.

## Trayectoria

### Clubes
| Club                        | País           | Año       |
| --------------------------- | -------------- | --------- |
| A. S. Mangasport            | Gabón          | 2007-2009 |
| U. S. Bitam                 | Gabón          | 2009-2010 |
| Difaa El Jadida             | Marruecos      | 2010-2012 |
| Al-Taawoun F. C. (préstamo) | Arabia Saudita | 2011      |
| Raja Casablanca             | Marruecos      | 2012-2015 |
| Moghreb Tétouan             | Marruecos      | 2015-2018 |
| Al-Ahli S. C. (préstamo)    | Libia          | 2017      |
| Kawkab de Marrakech         | Marruecos      | 2019-2020 |
| CA Khénifra                 | Marruecos      | 2022      |

### Selección nacional
| Selección | País                     | Año           |
| --------- | ------------------------ | ------------- |
| Absoluta  | República Centroafricana | 2010-presente |

## Palmarés

### Títulos nacionales
| Título                      | Club            | País      | Año  |
| --------------------------- | --------------- | --------- | ---- |
| Copa del Trono              | Raja Casablanca | Marruecos | 2012 |
| Liga de Fútbol de Marruecos | Raja Casablanca | Marruecos | 2013 |

### Distinciones individuales
| Distinción                                      | Año  |
| ----------------------------------------------- | ---- |
| Máximo goleador de la Primera División de Gabón | 2008 |